# Hemdingen
Hemdingen est une commune allemande du Schleswig-Holstein, située dans l'arrondissement de Pinneberg (Kreis Pinneberg), à mi-chemin entre les villes de Quickborn et Barmstedt. Hemdingen fait partie de l'Amt Rantzau qui regroupe dix communes autour de Barmstedt.